# Linosta integrilinea
Linosta integrilinea là một loài bướm đêm trong họ Crambidae.